# Доброволно здравно осигуряване
Доброволното здравно осигуряване е регламентирано в Закона за здравното осигуряване (ЗЗО). Съгласно ЗЗО, право да извършват дейност по доброволно здравно осигуряване имат единствено дружества, получили лиценз от Комисията по финансов надзор.

## Предимства за осигурения
- Координация при ползване на медицински услуги, пестене на време.
- Консултации със специалисти и гаранция за качествени услуги.
- Получаване на услуги със стойност многократно надвишаваща заплатената здравноосигурителна премия.
- Избягване на нерегламентирани плащания.
- Отчетност за изразходваните средства по всяко време.
- Създаване на здравно досие на всеки осигурен.

## Предимства за осигурителя
- Комплексно обслужване – профилактични прегледи, извънболнична и болнична помощ, други здравни услуги и стоки, трудова медицина.
- Предоставяне на социални придобивки за служителите – по-голяма отговорност и заангажираност към работодателя.
- Намаляване на разходите – контрол върху болничните листове и предоставената медицинска помощ.

## Данъчни облекчения
Съгласно ЗДДС (чл. 40, т. 3) – вноските по доброволно здравноосигуряване не се облагат.
Съгласно ЗКПО (чл. 208) – вноските за доброволно здравно осигуряване, направени от работодателя в размер до 60 лв. месечно за всяко едно лице, се приспадат от облагаемия доход на фирмата.
Съгласно ЗДДФЛ (чл. 24, ал. 2, т. 12) – данъците върху доходите на физическите лица се намаляват с направените от осигурените лица лични вноски.